# Guy van Grinsven
Guy van Grinsven (Maastricht, 6 januari 1949 – aldaar, 11 oktober 2021) was een Nederlands fotograaf.
Van Grinsven was oprichter van "Studiopress" en werkte vanuit zijn fotostudio in Maastricht. Ook was hij de tv-producent en presentator van het wekelijks programma Niveau Bizz Magazine bij de Limburgse zender L1. Tevens was hij uitgever van een tijdschrift, Niveau Bizz magazine euregio, dat verschijnt in de Euregio Maas-Rijn. Hij fotografeerde in 2009 voor de KRO, met als presentatrice Anita Witzier, de kalender voor het programma Blootgewoon, samen met fotografe Patricia Steur.
Hij begon zijn loopbaan als vliegtuigconstructeur bij vliegtuigbouwer Fokker. Fotograferen was aanvankelijk slechts zijn hobby, maar hij volgde wel al een opleiding aan de Nederlandse Fotovakschool. Na het behalen van dit vakdiploma kon hij aan de slag als fotograaf en heeft zo in Amsterdam bij diverse internationaal werkende reclamefotostudio's zijn ervaring opgedaan. Voordat hij zich als zelfstandige fotograaf vestigde in Maastricht was hij voor een periode van drie jaar als fotograaf in dienst van het Nationaal Fotopersbureau (NFP) dat tevens Nederlands correspondent was van Associated Press. Hij ging daarvoor, als fotograaf voor diverse media, vaak mee met de koninklijke familie op staatsbezoeken over de gehele wereld.
Guy van Grinsven was op 11 september 2001 als enige Nederlandse fotograaf-cameraman getuige van de aanslag op het World Trade Center in New York. Zijn beelden zijn veelvuldig uitgezonden op televisie en gepubliceerd in velerlei kranten en tijdschriften. In 2011 is Van Grinsven teruggegaan naar New York om een nieuwe fotoserie te maken volgens het principe van "Dear-Photography" (oude beelden in nieuwe situaties) waardoor een hedendaags beeld van New York gedragen wordt door beelden uit het verleden, gepubliceerd onder andere in zijn eigen blad Niveau Bizz Magazine.
Vanaf 2012 heeft hij zich toegelegd op het maken van fotoboeken over steden en hun omgeving, vooral in de Euregio Maas-Rijn. Het eerste (Engelstalige) fotoboek verscheen in najaar 2013 onder de naam All around Maastricht volume 1, en was in mum van tijd uitverkocht zodat in 2015 een volledig nieuw boek verscheen, onder dezelfde naam volume2. Alsmede enige in opdracht gemaakte fotoboeken onder andere een voor het internationaal opererend bedrijf Antonius Vesselheads in Maasbracht. In 2018/2019 werd een grote overzichtstentoonstelling onder de titel Overleven gehouden in het Maastrichtse Museum aan het Vrijthof en verscheen er een fotoboek van zijn hand onder dezelfde titel. In december 2019 verplaatste van Grinsven, mede om gezondheidsredenen, zijn fotostudio naar zijn galerie in hartje Maastricht. Na zijn overlijden in 2021 verscheen de documentaire Verlenging, waarin Van Grinsven terugblikt op zijn laatste levensjaar. In de film reflecteert hij op zijn vele reizen, zijn uitbundige levensstijl en de beroemdheden die hij in de loop der jaren heeft ontmoet. De film, geproduceerd door Orange Media, was te zien in filmhuizen en werd uitgezonden door L1.
Van Grinsven maakte tv-documentaires, circa 150 afleveringen, met een humanitaire, historische of culturele achtergrond. Bekend zijn zijn documentaires over de Eerste en Tweede Wereldoorlog en hulpprojecten zoals die van stichting Pimma in Guatemala en El Salvador en over de wederopbouw van een weeshuis in Port-au-Prince in Haïti na de aardbeving in 2010.